# Songbird (canción)
«Songbird» es una canción del grupo de rock británico Oasis, extraída de su quinto álbum de estudio Heathen Chemistry (2002). También está incluida en el álbum recopilatorio Stops The Clocks (2007). La canción fue lanzada como el cuarto sencillo del álbum en febrero de 2003, alcanzando el número #3 en las listas británicas. Escrito por el vocalista principal, Liam Gallagher, fue la primera vez que la banda publicaba un sencillo no compuesto por su hermano Noel Gallagher. También es el sencillo más corto que publicó Oasis; dura 2:09.
Liam ha dicho de la canción: "Me gustan las cosas hermosas...No todo es oscuro en el mundo de Liam. Yo estaba fuera de todos los tonos y ahora de nuevo puedo echar un vistazo al mundo y ver algunas cosas buenas". 
La canción fue escrita para la entonces pareja de Liam Gallagher, Nicole Appleton.
El video de la canción fue filmado en el Regent`s Park de Londres, y muestra a Liam tocando la guitarra acústica y persiguiendo a un perro, que luego lo persigue a él. 
Courtney Love, del grupo grunge de los 90´s Hole, ha dicho que ella y Liam hicieron una versión acústica de la canción, en la que ella silba y él toca la guitarra y canta. Esto está señálado en el libro Kurt and Courtney: Talking.

## Lista de canciones
Sencillo en CD (RKIDSCD 27), Vinilo de 12" (RKIDS 27)

| N.º   | Título                                                 | Duración |  |
| 1.    | «Songbird»                                             | 2:08     |  |
| 2.    | «(You've Got) The Heart of A Star»                     | 5:22     |  |
| 3.    | «Columbia» (Live From Barrowlands, Glasgow 13.10.2001) | 4:46     |  |
| 12:16 |                                                        |          |  |

Sencillo en CD Japón (EICP 194)

| N.º  | Título                                                 | Duración |  |
| 1.   | «Songbird»                                             | 2:08     |  |
| 2.   | «Songbird» (Demo)                                      | 2:45     |  |
| 3.   | «Columbia» (Live From Barrowlands, Glasgow 13.10.2001) | 4:46     |  |
| 9:37 |                                                        |          |  |

Vinilo de 7" (RKID 27)

| N.º  | Título                             | Duración |  |
| 1.   | «Songbird»                         | 2:08     |  |
| 2.   | «(You've Got) The Heart of A Star» | 5:22     |  |
| 7:30 |                                    |          |  |

DVD single (RKIDSDVD 27)

| N.º   | Título                                             | Duración |  |
| 1.    | «Songbird»                                         | 5:02     |  |
| 2.    | «Songbird» (Demo)                                  | 4:55     |  |
| 3.    | «Exclusive Interview And Live Performance Footage» | 14:08    |  |
| 24:05 |                                                    |          |  |

CD promocional Europa (none)

| N.º   | Título                             | Duración |  |
| 1.    | «Songbird»                         | 2:06     |  |
| 2.    | «(You've Got) The Heart of A Star» | 5:21     |  |
| 3.    | «Columbia» (Live)                  | 4:46     |  |
| 4.    | «Songbird» (Demo)                  | 2:44     |  |
| 14:42 |                                    |          |  |

CD promocional Reino Unido (none)

| N.º  | Título            | Duración |  |
| 1.   | «Songbird» (Demo) | 2:44     |  |
| 2:44 |                   |          |  |

CD promocional Australia (SAMP 2538)

| N.º  | Título            | Duración |  |
| 1.   | «Force of Nature» | 4:51     |  |
| 2.   | «Songbird»        | 2:06     |  |
| 6:57 |                   |          |  |

- Datos: Q1353121